# Ofensiva de Huesca
La Ofensiva de Huesca fue una operación ejecutada durante la guerra civil española por el Ejército Popular de la República en el mes de junio de 1937 con el fin de tomar la ciudad aragonesa de Huesca, que desde el inicio de la contienda en julio de 1936 había estado bajo dominio de las Fuerzas sublevadas.

## Antecedentes
El golpe militar del 18 de julio de 1936 había resultado exitoso en la región de Aragón, pues a pesar de que las fuerzas leales al gobierno de la República controlaban cerca de la mitad del territorio aragonés, los sublevados habían logrado dominar las tres capitales provinciales de Aragón con poca lucha, ganando así posiciones estratégicas muy útiles a lo largo de la guerra.
En la región aragonesa la principal fuerza de apoyo a la República provenía de las milicias anarquistas, formadas en los primeros días de la guerra por la CNT y la FAI, y que habían implantado su control de hecho sobre las zonas rurales del este de Aragón, estableciendo el Consejo Regional de Defensa de Aragón y organizando a los campesinos en colectividades agrarias anarquistas. Pese a su frontal rechazo a la sublevación derechista, los líderes anarquistas no habían logrado lanzar operaciones bélicas en Aragón debido a la desorganización de sus propias milicias basadas en obreros y campesinos sindicalizados, carentes en su mayoría de instrucción y disciplina propiamente militares, con poco armamento ni blindados.
Al comienzo de la primavera de 1937 fue posible implantar de manera uniforme la militarización de las milicias anarquistas, con lo cual éstas perdieron su carácter de agrupaciones espontáneas de voluntarios, pero se convirtieron en unidades bélicas dotadas de una cierta disciplina y entrenamiento militar.
Al mismo tiempo, la presión militar del bando sublevado sobre Madrid y las ofensivas de los rebeldes sobre Vizcaya, donde ya amenazan con tomar Bilbao, hacen urgente para el mando del Ejército Popular de la República lanzar ofensivas que "alivien" la presión bélica que sufren las tropas republicanas del norte, esperando que ataques de distracción en el resto del frente distraigan tropas del bando sublevado en número suficiente para dar tiempo a reorganizar las defensas de Bilbao. El ministro de defensa de la República, el líder socialista Indalecio Prieto, dio su aprobación al plan y su ejecución fue encargada al general Sebastián Pozas.

## Preparación del ataque
Emprendida como un ataque de distracción de la Ofensiva franquista en Vizcaya, fue dirigida por el nuevo Ejército del Este, que cubría el Frente de Aragón y bajo las órdenes del General Pozas. Al diseñarse el ataque, Pozas ordenó al jefe comunista húngaro Maté Zalka, apodado general Lukács que viniera del frente de Madrid con la XII Brigada Internacional (la de los italianos de la Brigada Garibaldi que se habían distinguido contra sus compatriotas en Guadalajara) y que, con otras cuatro brigadas también procedentes del frente central, se responsabilizara de la operación, pese a que no se mejoró el armamento de sus tropas ni se le dio un importante apoyo artillero ni carros de combate.

### Fuerzas nacionales
Las fuerzas del bando nacional encargadas de la defensa de Huesca estaban limitadas apenas a su propia guarnición basada en los regimientos Galicia y Valladolid, aunque el control de la carretera de Alerre, al noroeste de la localidad, les permitía recibir refuerzos. El estado mayor del bando sublevado se niega a movilizar unidades militares adicionales en la defensa de Huesca, al advertirse según informes locales que el ataque republicano es masivo pero muy desorganizado.

### Fuerzas republicanas
No obstante, el general Lukács muere el 11 de junio en el collado de Estrecho-Quinto, a las afueras de Huesca, cuando un obús de artillería de los sublevados descubre su vehículo mientras regresa de un reconocimiento del terreno, matándolo de inmediato junto con su chófer y dejando gravemente herido al comisario de la XII Brigada Internacional, Gustav Regler.
El líder comunista Manfred Stern, apodado general Kléber, es el sucesor del fallecido Lukács al frente de la 45.ª División, formada al unir las Brigadas Internacionales XII y XIIbis, y que arribaban de Madrid como unidad de élite. El resto de la ofensiva republicana se confía a efectivos de las divisiones 25.ª, 27.ª, 28.ª, 29.ª, y a la 72.ª Brigada Mixta llegada desde Madrid. Esta agrupación de efectivos estaría al mando del coronel Guillermo de la Peña Cusi, mientras que "Kléber" estará al mando de las fuerzas internacionales. 
Pese a que los asesores soviéticos esperaban que las Brigadas Internacionales desarrollaran un papel principal cerrando el cerco a Huesca al tomar la localidad de Alerre, la confusión de mandos era muy grave. El general Pozas era teóricamente el jefe superior de todas las fuerzas, pero al organizarse el mando de tropas en cuatro columnas y dos agrupaciones se perdió toda coherencia y coordinación entre los diversos grupos, al existir en simultáneo tres estados mayores adicionales al mando de Pozas, en el afán de no herir susceptibilidades de los mandos comunistas y anarquistas (mutuamente hostiles desde los recientes combates mutuos en Barcelona), y de dar igual protagonismo a todas las fuerzas participantes del bando republicano. Los republicanos eran claramente superiores a los sublevados, que se hallaban bien atrincherados en la ciudad a pesar de la fuerte presión a la que se hallaban sometidos y prácticamente sitiados.

## Desarrollo de las operaciones
Se inicia el ataque contra Huesca el día 12 de junio, con un limitado bombardeo artillero, en una maniobra de aproximación directa, simultaneada con otra, de apoyo, sobre el pueblo de Chimillas. La infantería republicana ha de lanzarse al ataque en un espacio descubierto de menos de un kilómetro de ancho, carente de arbolado y pedregoso, cuya única protección son algunos arbustos que apenas llegan a las rodillas de los soldados. Tanto el ataque directo sobre Huesca como el de Chimillas son rechazados fácilmente por el nutrido fuego de ametralladoras y de artillería de las tropas nacionales, en grave inferioridad numérica pero muy bien atrincheradas. 
En este escenario actuó mejor la aviación republicana, compuesta por Chatos y Moscas procedentes de Alcalá de Henares (en el frente madrileño), que se enfrentó a los Fiat CR-32 y a la escuadrilla de Heinkel He 51 de los sublevados. El mayor combate aéreo tuvo lugar el día 14 de junio y en él intervinieron unos cien aviones en total, en tanto el estado mayor nacional había dispuesto seguir la ofensiva en Vizcaya pero movilizaron importantes unidades de aviación para la defensa de Huesca. El día 16 tuvo lugar el último combate aéreo de la batalla de Huesca con el bombardeo de Chimillas. 
Pese a todo, la ofensiva fracasa pues faltó toda sorpresa y discreción en los movimientos de las tropas republicanas: se cambió la ubicación de unidades de infantería a plena luz del día y bajo observación de las tropas sublevadas, la artillería falló en sus comunicaciones y no coordinó los fuegos de barrera, con lo cual los disparos eran dirigidos a sectores innecesarios, o debían suspenderse al no poder establecerse en sitio seguro las baterías debido al fuego enemigo.
En la madrugada del día 16 las tropas republicanas lanzan un nuevo asalto contra los pueblos de Alerre y Chimillas, pero el violento fuego enemigo que bate todo el terreno donde maniobran las hace retroceder. Siguen dos días de disparos aislados y de intentonas fracasadas hasta que el 19 de junio, el mismo día que las Brigadas Navarras nacionales ocupan Bilbao, se ordena detener la ofensiva contra Huesca. El campo de batalla queda sembrado de muertos y heridos y las posiciones llenas de cadáveres que se pudren al sol, mientras las tropas republicanas se retiran el 20 de junio a sus posiciones iniciales. El informe del líder comunista polaco Karol Świerczewski (conocido en las Brigadas como general Walter), que también intervino en la lucha, dice que el rendimiento de la XII Brigada Internacional no tiene nada que ver con el que han conseguido durante otras batallas anteriores.

## Consecuencias
La ofensiva de Huesca, narrada por Gustav Regler en su libro La gran cruzada, fue llevada a cabo en un ambiente derrotista que en nada ayudó a la moral republicana. Tuvo lugar en el clima de tensión posterior a los hechos de mayo en Barcelona, en un sector en el que abundaban las formaciones anarquistas, y en el que se encontraba la 29.ª División (la antigua División del POUM), con muchos hombres que habían participado en los combates de Barcelona del mayo anterior. 
Las bajas de combatientes anarquistas y del POUM en esta ofensiva fueron muy cuantiosas y ello dio pie nuevamente a que aumentara la desconfianza de dichos grupos de izquierda hacia los comunistas españoles. En las dos semanas que duró el ataque se produjeron 1000 bajas en el bando republicano, la mayoría pertenecientes a las antiguas milicias anarquistas (ahora militarizadas). Otro de los heridos fue George Orwell, que mientras era trasladado a retaguardia en un tren-hospital observó como llegaba otro convoy cargado con los interbrigadistas italianos Garibaldianos y eran recibidos efusivamente. Se dijo, además, que aquí también los jefes sublevados estaban prevenidos del ataque porque las medidas de seguridad antes de proceder a la campaña habían sido nulas. Por otra parte, las fuerzas republicanas no dispusieron de una verdadera cobertura artillera, ni de los carros de combate que hubieran sido necesarios para asaltar Huesca. 